# Constantia (slak)
Constantia is een geslacht van weekdieren uit de klasse van de Gastropoda (slakken).

## Soorten
- Constantia acutocostata Bandel & Kowalke, 1997
- Constantia elegans A. Adams, 1860